# Волков, Василий Михайлович
Васи́лий Миха́йлович Во́лков ( бел. Васі́ль Міха́йлавіч Во́ўкаў; род. 14 февраля 1961, д. Дуброва, Бешенковичский район, Витебская область) — белорусский математик и физик, специалист в области численных методов решения задач математической физики и численного моделирования инженерно-физических задач, преимущественно связанных с лазерной физикой и нелинейной оптикой, доктор физико-математических наук.

## Биография
Родился 14 февраля 1961 года в д. Дуброва Бешенковичского района Витебской области. В 1978 году поступил в Витебский государственный педагогический институт по специальности физика и математика, который в 1983 году окончил с отличием. В 1983–1988 годах учился в аспирантуре Института математики АН БССР. Будучи аспирантом отслужил в армии (1984–1985). После окончания аспирантуры и до 2008 года являлся сотрудником Института математики. В 1988 году защитил диссертацию на соискание степени кандидата физико-математических наук, а в 2001 году — доктора, в 2009 году присвоено ученое звание доцента (специальность – математика). С 2008 года работает профессором кафедры численных методов и программирования (с 2010 года — кафедры веб-технологий и компьютерного моделирования), читает лекции, готовит студентов и магистрантов.
Ведет активную научно-общественную деятельность, является участником многих конференций, был одним из организаторов XII Белорусской математической конференции. Входит в состав совета по защите диссертаций Архивная копия от 31 июля 2017 на Wayback Machine при Объединенном институте проблем информатики НАН Беларуси.

## Научная деятельность
Научные интересы Волкова включают:
- Численные методы решения задач математической физики.
- Численный анализ нелинейной волновой динамики оптических систем.
- Компьютерное моделирование инженерно-физических задач.

Волков разработал высокопроизводительные вычислительные методы решения задач нелинейной волновой динамики, благодаря которым удалось обнаружить и изучить ряд новых физических закономерностей и эффектов, связанных с формированием оптическими структурами и распространением световых импульсов.

## Избранные публикации
- Kruglov V.I., Volkov V.M., Vlasov R.A., Drits V.V. Auto-waveguide propagation and the collapse of spiral light beams in non-linear media // Journal of Physics A: Mathematical and General. — 1988. — Vol. 21. — P. 4381. — doi:10.1088/0305-4470/21/23/020.
- Afanas’ev A.A., Volkov V.M., Drits V.V., Samson B.A. Interaction of Counter-propagating Self-induced Transparency Solitons // Journal of Modern Optics. — 1990. — Vol. 37. — P. 165-170. — doi:10.1080/09500349014550241.
- Afanas’ev A.A., Kruglov V.I., Samson B.A., Jakyte R., Volkov V.M. Self-action of Counterpropagating Axially Symmetric Light Beams in a Transparent Cubic-nonlinearity Medium // Journal of Modern Optics. — 1991. — Vol. 38. — P. 1189-1202. — doi:10.1080/09500349114551221.
- Kruglov V.I., Logvin Y.A., Volkov V.M. The Theory of Spiral Laser Beams in Nonlinear Media // Journal of Modern Optics. — 1992. — Vol. 39. — P. 2277-2291. — doi:10.1080/09500349214552301.
- Afanas’ev A.A., Vlasov R.A., Gubar N.B., Volkov V.M. Hysteresis behavior in light reflection from a dense resonant medium with intrinsic optical bistability // Journal of the Optical Society of America B. — 1998. — Vol. 15. — P. 1160-1167. — doi:10.1364/JOSAB.15.001160.
- Afanas’ev A.A., Cherstvy A.G., Vlasov R.A., Volkov V.M. Local-field effects in a dense ensemble of resonant atoms: Model of a generalized two-level system // Physical Review A. — 1999. — Vol. 60. — P. 1523-1529. — doi:10.1103/PhysRevA.60.1523.
- Волков В.М. Численные методы: учебно-методическое пособие. — Минск: БГУ, 2016.